# 闘え!山里ジャーナル
闘え！山里ジャーナル（たたかえ やまさとジャーナル）は、朝日ニュースター激論アリーナ枠内で放送されていた報道バラエティ番組である。毎月、第3土曜日の22:00～23:55に、初回放送されていた。

## 概要
前番組『南海キャンディーズ山ちゃんのジャーナルしちゃうぞ!』から数えて3年目の南海キャンディーズの山里亮太がメイン司会、ジャーナリストを務める報道エンターテイメント番組。主に討論と視聴者によるメールが中心。
朝日ニュースターがテレビ朝日直営となることに伴う抜本的な番組改正に伴い、2012年3月で終了した。

## 出演者
- 山里亮太
- 曽我豪（朝日新聞編集委員）
- 安井孝之（朝日新聞編集委員）
- 山口一臣（週刊朝日編集長）